# Altdöbern
Altdöbern es un municipio situado en el distrito de Alto Bosque del Spree-Lusacia, en el estado federado de Brandeburgo (Alemania), a una altitud de 90 metros. Su población a finales de 2016 era de 2500 habs. y su densidad poblacional, 40 hab/km².